# Laterální pozice

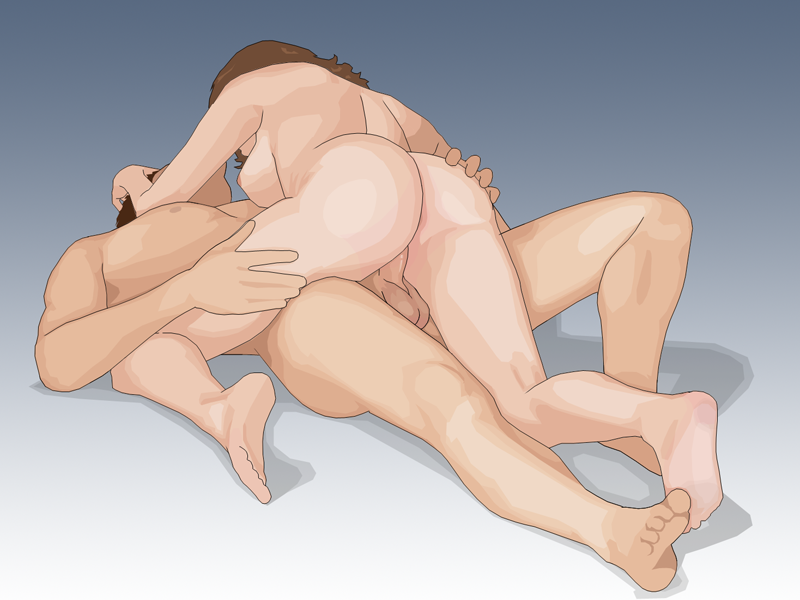
Ilustrace páru ukazují laterální pozici

Laterální koitální pozice je sexuální pozice kterou popsali Masters a Johnsonová v jejich práci Human Sexual Response. Tuto pozici preferovalo 75 % z jejich heterosexuálních respondentů poté co ji vyzkoušely.

## Technika
Dostání se do této pozice vyžaduje aby partneři začali z pozice žena nahoře s penisem penetrujícím ženu a poté:
1. Muž svojí levou rukou mírně nadzvedne pravou nohu ženy.
2. Muž začne ohýbat svoje levé koleno aniž by nohu zvedal z postele. Místo toho, sklouzne svým levým kolenem směrem ven, a s jeho ohýbáním, otevře svoji levou vnitřní stranu stehen směrem vzhůru. Svou levou nohu posune tak, aby prošel pod jejím zvednutým pravým kolenem.
3. Mezitím se žena opře do svého vlevo a přenese svoji váhu na své levé koleno. To jí umožňuje narovnat ji zdviženou pravou nohu za sebou, a její umístění uvnitř ohnuté levé nohy svého partnera. Na tomto místě je třeba dbát, že penis nevyklouzne ven.
4. Jakmile jsou nohy vyměněny, žena se ohne k mužově hrudi. On její tělo pevně uchopí oběma rukama.
5. Společně se otočí na její pravou stranu (jeho levou), kde zůstává její horní část těla. Ona se může podepřít na pravém lokti nebo ležet na polštáři. Muž se vrátí zpět na záda, zatímco zachová jejich pánve přitisknuté dohromady. V tomto okamžiku se muž leží na zádech na posteli a rovina trupu ženy je téměř kolmá k jeho. Ramena jsou téměř vertikálně, s jejím levým ramenem nad jeho pravým. Její trup se otočil tak, že její pánev je v horizontální poloze, spočívající na jeho pánvi. Váha ženy je zcela na pravé straně jejího těla a jejím pravém lokti.
6. Mohou pokračovat ve styku.

## Výhody
V této pozici oba partneři leží vahou na posteli (muž na zádech, žena na svém pravém rameni a trupu) kromě levé nohy ženy která leží na pravém boku muže. Muž leží na zádech, zatímco žena je lehce ohnutá na pravou stranu, jejich těla svírají úhel asi 30°, takže jsou tváří v tvář zatímco žena se může opírat o své pravé rameno. Oba partneři mají pod hlavou polštář.
Dle práce Masterse a Johnsonové, „pokud získají dovednost v laterální koitální poloze, není ani mužský ani ženský partner fixován. Oba mají svobodu pánevního pohybu v každém směru, a nebudou mít žádné křeče svalů a není třeba únavné podpory tělesné hmotnosti. Boční koitální poloha poskytuje oběma pohlavím flexibilitu volného sexuálního vyjádření. Tato pozice je efektivní zejména pro ženy, mohou se pohybovat s plnou svobodou a užívat buď pomalé nebo rychlé pohyby pánve, v závislosti na aktuální úrovni sexuálního napětí.“
Tuto pozici doporučili všem párům, zejména těm které se potýkají s předčasnou ejakulací kvůli snížení tlaku na muže.